# Cigarettes and Alcohol
Singles de Oasis
Live Forever
(1994) Whatever
(1994)
Pistes de Definitely Maybe
Bring It On Down Digy's Dinner
Cigarettes and Alcohol est une chanson du groupe de britpop anglais Oasis, figurant sur l'album Definitely Maybe en tant que piste no 8, et est le quatrième single extrait de cet album.
Son riff entraînant (emprunté, comme Noel Gallagher ne s'en est jamais caché, à la chanson Get It On de T.Rex), son dynamisme et la diction si particulière de Liam Gallagher ("You can wait for a lifeti-i-ime - to spend your days in the sun-shee-ine-e") ont contribué à faire de cette chanson l'un des titres les plus connus d'Oasis, et également l'un des plus représentatifs (avec Supersonic, Roll With It et Shakermaker) de leurs premières années, et se retrouve ainsi sur le best-of du groupe.
La chanson a été classée 43e meilleure chanson britannique de tous les temps par XFM en 2010.

## Caractéristiques de la chanson
Par rapport aux singles antérieurs, Supersonic et Shakermaker, aux intonations psychédéliques, et Live Forever, aux cordes et aux paroles douces, Cigarettes & Alcohol est la première chanson au caractère sauvage et entraînant. Elle est aussi plus symptomatique du mode de vie rock'n roll prôné par le groupe. En effet les paroles parlent de cigarettes, d'alcool et de drogue (« You might as well do the white line » étant une référence à peine voilée à la prise de cocaïne) comme remèdes à la morosité et au caractère futile de la vie de la classe ouvrière, dans le contexte des ultimes sursauts d'agonie de l'industrie anglaise du milieu des années 1990.
Dès les premiers jours après la sortie de la chanson, Alan McGee, l'homme qui a découvert le groupe, a considéré que la chanson était l'une des meilleures descriptions de la société britannique de ces 25 dernières années.

## Liste des titres
- Format single CD

1. Cigarettes & Alcohol - 4:48
2. I Am the Walrus (Live) - 8:15
3. Listen Up - 6:39
4. Fade Away - 4:13

- Vinyle 7"

1. Cigarettes & Alcohol - 4:48
2. I Am the Walrus (Live) - 8:15

- Vinyle 12"

1. Cigarettes & Alcohol - 4:48
2. I Am the Walrus (Live) - 8:15
3. Fade Away - 4:13

- Cassette

1. Cigarettes & Alcohol - 4:50
2. I Am the Walrus (Live) - 8:15

Le single contient la célèbre version live de I Am the Walrus, reprise des Beatles. Cette même version figurera d'ailleurs sur la compilation The Masterplan.

## Personnel
- Liam Gallagher : Chant.
- Noel Gallagher : Guitare solo.
- Paul McGuigan : Basse.
- Tony McCarroll : Batterie.
- Paul Arthurs : Guitare rythmique.